# Ceratophysella denticulata
Ceratophysella denticulata är en urinsektsart som först beskrevs av Bagnall 1941.  Ceratophysella denticulata ingår i släktet Ceratophysella och familjen Hypogastruridae. Arten är reproducerande i Sverige. Inga underarter finns listade i Catalogue of Life.